# Жан Ерве
Жан Ерве (фр. Jean Hervé) - французький регбіст, чемпіон літніх Олімпійських ігор 1900 року.

## Спортивна кар'єра
Разом із іншими паризькими спортсменами взяв участь у змаганнях з регбі на літніх Олімпійських іграх 1900. Виступив у двох змаганнях, коли 14 жовтня команда Франції отримала перемогу над Німеччиною з рахунком 27:17.. Два тижні пізніше, вони здобули перемогу над Великою Британією з рахунком 27:8. Вигравши ці два найважливіші поєдинки, Франція отримала золоту медаль